# 松永政行
松永 政行（まつなが まさゆき、1970年3月23日 -　）は、日本の体操競技選手。1992年バルセロナオリンピックの銅メダリストである。大阪府出身。興南高等学校、日本大学文理学部体育学科卒。河合楽器の体操部に所属していた。
現役引退後は体操の指導者として活動。保健体育の教員免許を持っており、現在は、大阪明星中学校・高等学校に体育教師として勤務している。

## 主な戦歴
- 1989年：世界選手権（シュトゥットガルト）団体4位
- 1991年：世界選手権（インディアナポリス）団体4位
- 1992年：バルセロナオリンピック 団体3位、平行棒3位
- 1994年：世界選手権（ドルトムント）団体6位
- 1995年：世界選手権（福井県鯖江市）団体2位